# Сулаквелидзе, Георгий Элгуджаевич
Гео́ргий Элгуджа́евич Сулаквели́дзе (род. 18 апреля 2001, Москва) — российский и грузинский футболист, полузащитник любительского клуба «Fight Nights».

## Биография
Родился в Москве. С 6 лет начал заниматься футболом в академии ЦСКА, позже прошёл через систему московского «Спартака», «Химок», «Арсенала».
В сезоне 2019/20 с молодёжной командой московского «Динамо» стал победителем молодёжного первенства России в сезоне 2019/20.
6 апреля 2021 года дебютировал в первенстве ПФЛ за «Динамо-2» в матче против «Луки-Энергия».
19 июля 2023 года на правах аренды перешёл в «Самгурали».
В октябре-ноябре 2024 года играл за 2DROTS в Кубке Медиалиги.

## Статистика выступлений
| Выступление         | Выступление      | Выступление      | Лига | Лига | Кубки | Кубки | Итого | Итого |
| Клуб                | Лига             | Сезон            | Игры | Голы | Игры  | Голы  | Игры  | Голы  |
| ------------------- | ---------------- | ---------------- | ---- | ---- | ----- | ----- | ----- | ----- |
| Динамо (Москва)     | РПЛ              | 2022/23          | 0    | 0    | 1     | 0     | 1     | 0     |
| Динамо (Москва)     | Итого            | Итого            | 0    | 0    | 1     | 0     | 1     | 0     |
| → Динамо-2 (Москва) | ПФЛ              | 2020/21          | 12   | 0    | —     | —     | 12    | 0     |
| → Динамо-2 (Москва) | Второй дивизион  | 2021/22          | 23   | 3    | —     | —     | 23    | 3     |
| → Динамо-2 (Москва) | Вторая лига      | 2022/23          | 14   | 4    | —     | —     | 14    | 4     |
| → Динамо-2 (Москва) | Итого            | Итого            | 49   | 7    | —     | —     | 49    | 7     |
| → Самгурали         | Эровнули лига    | 2023             | 10   | 2    | 1     | 0     | 11    | 2     |
| → Самгурали         | Итого            | Итого            | 10   | 2    | 1     | 0     | 11    | 2     |
| Всего за карьеру    | Всего за карьеру | Всего за карьеру | 59   | 9    | 2     | 0     | 61    | 9     |